# Jaarboek voor Ecologische Geschiedenis
Het Jaarboek voor  Ecologische Geschiedenis  was een academisch periodiek gericht op de bestudering van de milieu- of ecologische geschiedenis in de breedste zin van het woord.
Het Jaarboek voor Ecologische Geschiedenis is in 1998 voortgekomen uit het "Tijdschrift voor Ecologische Geschiedenis"  (1996-1997), uitgegeven door de (Vlaamse) Vereniging voor Ecologische Geschiedenis. Een andere voorloper is het " Contactblad Net Werk voor de geschiedenis van hygiëne en milieu"  (1986-2001), uitgave van de (Nederlandse) Stichting Net Werk, die steeds nauwer samenwerkte met de Vlaamse vereniging. De Vereniging voor Ecologische Geschiedenis gaf het jaarboek uit i.s.m. Academia Press (Vlaanderen) en Verloren (Nederland).
Het jaarboek stelde meestal een thema centraal, zoals 'Kolonialisme en Milieu', 'Industriële Vervuiling', 'Klimaat en Atmosfeer', 'Exoten', 'Economie en Ecologie', 'Bossen', 'Steden en Water', 'Landbouw en Milieu', 'Dieren en Mensen in het Verleden' en 'Waterbeheer'. Het jaarboek richtte zich behalve op een publiek van historici nadrukkelijk ook op anderen zoals biologen, geografen, techniek-onderzoekers en sociale wetenschappers, en betrok eveneens auteurs uit dergelijke disciplines.
Sinds eind 2014 is het jaarboek omgezet naar het "Journal for the History of Environment and Society". Het peer-reviewed open access journal publiceert zowel Engelstalige artikelen als Franstalige en Duitstalige artikelen (met een Engelse samenvatting).